# 実録・小野田少尉 遅すぎた帰還
『プレミアムステージ特別企画 実録・小野田少尉 遅すぎた帰還』（プレミアムステージとくべつきかく じつろく・おのだしょうい おそすぎたきかん）は、2005年8月13日の21:00-23:09（JST）にフジテレビ系列で終戦六十年スペシャルドラマとして放送されたテレビドラマ。

## あらすじ
陸軍少尉・小野田寛郎（中村獅童）は太平洋戦争終結後も終戦を知らないまま、部下の島田伍長（柳葉敏郎）と小塚一等兵（西島秀俊）と共にフィリピン・ルバング島のジャングルの中でゲリラ戦を戦い続けてきた。やがて、部下二人は祖国への思いを果たせぬまま亡くなり、小野田は一人残されるが、本国からの救出隊が出向いてきても、帰還命令の書式が違うため、敵の陽動作戦だと思い帰還命令には従わない。
しかし、日本から小野田を探しに来た冒険家・鈴木紀夫（堺雅人）と遭遇したことがきっかけで、1974年3月、小野田はルバング島での諜報活動を終え、終戦から30年を経て祖国に帰還する。

## キャスト
- 小野田寛郎少尉：中村獅童
- 小塚金七一等兵：西島秀俊
- 島田庄一伍長：柳葉敏郎（友情出演）
- 鈴木紀夫：堺雅人
- 熊川譲中佐：片岡鶴太郎
- 小野田種次郎：中村嘉葎雄
- 小野田格郎：勝野洋
- 原田：畑山隆則
- 谷口義美：小林稔侍
- 小野田タマエ：八千草薫

## スタッフ
- 脚本：佐伯俊道
- 監修：小野田寛郎
- 監督：福本義人
- プロデューサー：中山和記、貸川聡子
- 編成企画：杉尾敦弘、種田義彦
- 企画制作：フジテレビ
- 制作著作：共同テレビ